# Antonín Rusek
Antonín Rusek (4. ledna 1926 – ???) byl český a československý ekonom, politik Komunistické strany Československa, poslanec České národní rady a Sněmovny národů Federálního shromáždění na počátku normalizace. Po roce 1969 odstaven z politických funkcí.

## Biografie
Absolvent průmyslovky elektrotechnické v Brně, kde v průběhu studia byl spolu se spolužáky nabídnut tehdejším ředitelem (nacistou) na nucené práce do Německa v r. 1944, ač o ročník mladší, než byl povolávací věk.
Ve 40. letech 20. století se závodně věnoval sportu, působil jako běžec. K roku 1969 se uvádí profesně jako veřejný pracovník, bytem Brno. Absolvoval Vysokou školu ekonomickou a v době svého nástupu do parlamentu působil jako docent politické ekonomie Vysokého učení technického v Brně a člen Československé ekonomické společnosti.
V roce 1968 se zapojil do debat o novém uspořádání česko-slovenských vztahů a veřejně vystupoval za českou stranu k ekonomickým aspektům chystané federalizace.
Po provedení federalizace Československa usedl v lednu 1969 do Sněmovny národů Federálního shromáždění. Do federálního parlamentu ho nominovala Česká národní rada, kde rovněž zasedal. Ve federálním parlamentu setrval do prosince 1969, kdy rezignoval na mandát. Po invazi vojsk Varšavské smlouvy do Československa ho Ústřední výbor Komunistické strany Československa zařadil na seznam „představitelů a exponentů pravice“. V té době je uváděn jako docent katedry PE a proděkan Ekonomické fakulty Vysokého učení technického.